# Fuenteliante (ort)
Fuenteliante är en ort i Spanien.   Den ligger i provinsen Provincia de Salamanca och regionen Kastilien och Leon, i den västra delen av landet, 250 km väster om huvudstaden Madrid. Fuenteliante ligger 728 meter över havet och antalet invånare är 114.
Terrängen runt Fuenteliante är platt. Runt Fuenteliante är det mycket glesbefolkat, med 2 invånare per kvadratkilometer. Närmaste större samhälle är Vitigudino, 18,9 km nordost om Fuenteliante. Trakten runt Fuenteliante består i huvudsak av gräsmarker.